# 陽子線治療

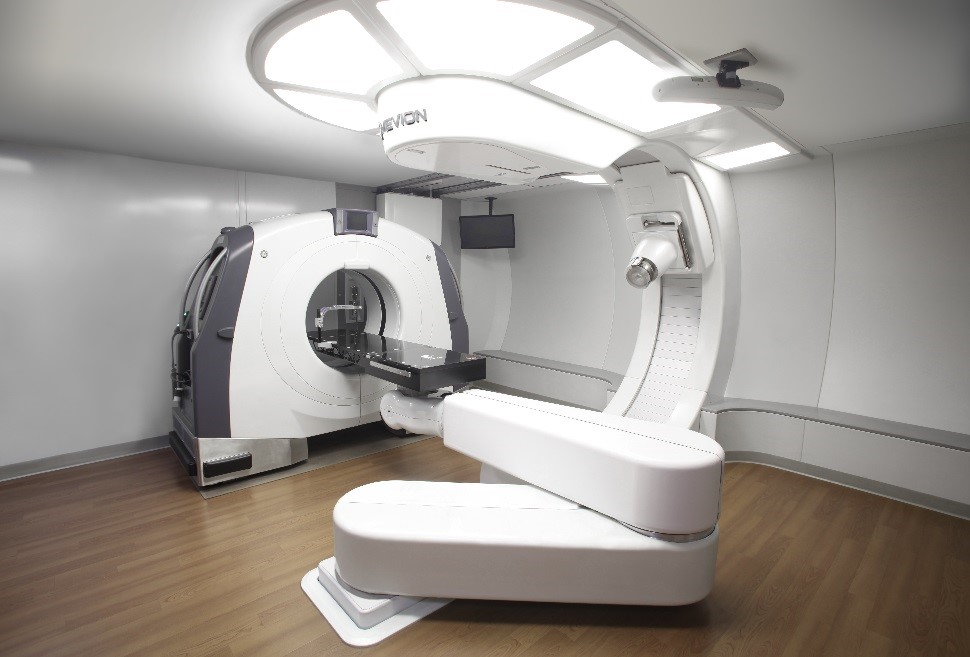
治療に使用する装置

陽子線治療（ようしせんちりょう、proton beam therapy）は、粒子線治療（りゅうしせんちりょう、particle therapy）に分類される放射線療法の一手法。がんに対して用いられ、日本国内では約20施設に治療装置が導入されている。
粒子線治療には他に陽子よりも重い粒子（主に炭素イオン）を使う重粒子線治療がある。

## 概要
線形加速器、サイクロトロン、シンクロトロンなどの加速器から患部に陽子線を照射する。
2016年診療報酬改訂で小児がんへの陽子線治療が公的医療保険の対象となった。
生物学的な効果は、X線の照射に対して陽子線が1.1倍、重粒子線が3倍とされる。
陽子線治療の適用部位に関しては、胃や腸は常時動いていて正確に照射することが困難なため、穿孔の危険性もあるので胃癌や小腸癌、大腸癌の原発巣に対しては実施されていない。

## 適用
- 脳腫瘍
- 頭頸部（鼻・口・喉・上下の顎・耳）癌
- 食道癌
- 非小細胞肺癌
- 肝癌
- 膵癌
- 前立腺癌

他

## 作用原理
中エネルギー（250MeV程度まで）の陽子線を照射してブラッグ曲線のピークと腫瘍の位置を一致させて、選択的に腫瘍に放射線を与えつつ危険臓器（正常細胞）の障害を抑える。

## 陽子線治療機関
- 筑波大学陽子線医学利用研究センター
- 国立がん研究センター東病院
- 静岡県立静岡がんセンター
- 若狭湾エネルギー研究センター
- 兵庫県立粒子線医療センター
- 南東北がん陽子線治療センター
- 相澤病院[4]
- 名古屋陽子線治療センター
- メディポリス国際陽子線治療センター
- 福井県立病院
- 大阪陽子線クリニック(2017年9月稼働開始)
- 京都府立医科大学附属病院永守記念最先端がん治療研究センター (2019年稼働予定)
- 湘南鎌倉総合病院

そのほか
北海道大学病院陽子線治療センター、札幌禎心会病院陽子線治療センター、北海道大野記念病院札幌高機能放射線センター、南東北がん陽子線治療センター、高井病院、兵庫県立粒子線医療センター付属神戸陽子線センター、岡山大学・津山中央病院共同運用がん陽子線治療センター、メディポリスがん粒子線治療研究センター、など